# En forbryder
En forbryder er en dansk film fra 1941 om en ågerkarl, der bliver slået ihjel. Filmen er instrueret af Arne Weel og skrevet af Svend Rindom. Musikken er komponeret af Emil Reesen.

## Medvirkende
- Ellen Margrethe Stein
- Beatrice Bonnesen
- Pouel Kern
- Lise Thomsen
- Gunnar Lauring
- Carl Alstrup
- Helge Kjærulff-Schmidt
- Lis Løwert

## Handling
Da kontorassistent Erik Hansen en dag sidder i et stort skotøjsmagasin for at købe et par sko, bliver han ekspederet af en sød og fiks ung ekspeditrice, Edith Bjørnfeldt, som han forelsker sig i ved første blik. De bliver snart gift, men det kniber med at få økonomien til at hænge sammen. Da Erik har lånt 1500 kr. hos en åleglat rentier, bliver han nu afkrævet pengene. For at kunne betale sin gæld er Erik nødt til at gøre brug af alternative midler.